# 고부쿠로정
고부쿠로정(幸袋町)은 일본 후쿠오카현 가호군에 설치되었던 정이다. 현재의 이즈카시의 일부에 해당한다.